# Movimento Anglicano Continuante
O Movimento Anglicano Continuante é composto por um grupo de igrejas de Tradição Anglicana, surgido da controvérsia entre modernismo e tradição e liberalismo e ortodoxia no seio da Comunhão Anglicana.

## Terminologia
O termo foi usado pela primeira vez em 1948 para descrever os membros da Igreja da Inglaterra em Nandyal que se recusaram a entrar na emergente Igreja do Sul da Índia, que uniu a Igreja Anglicana da Índia, Birmânia e Ceilão com as igrejas Reformada (Presbiteriana e Congregacionalista) e Metodista na Índia.

## Origem
A origem do anglicanismo continuante ocorreu nos Estados Unidos da América, no seio da então Igreja Episcopal dos Estados Unidos da América (em inglês, The Episcopal Church of United States of America - ECUSA), uma das Províncias eclesiásticas da Comunhão Anglicana. O motivo, ou estopim, do lançamento do Movimento, ocorrido em 1977, foi a aprovação da ordenação feminina, considerada pelos setores mais conservadores como "o abandono da Ortodoxia cristã" por parte da ECUSA.
Em seguida, a Igreja Anglicana do Canadá também aprovou as ordenações femininas, o que agravou paulatinamente a tensão entre conservadores e o Poder dirigente das Jurisdições anglicanas estabelecidas na América do Norte, considerado pelos primeiros como partidário do "Liberalismo Teológico".

## Fundamentação do Movimento Continuante
Em 17 de setembro de 1977, na cidade americana de Saint Louis, ocorreu o congresso dissidente anglicano patrocinado por um grupo conservador da Igreja Episcopal dos Estados Unidos da América, denominado de Sociedade dos Clérigos Zelosos, que aprovou uma resolução conhecida como Afirmação de Saint Louis, com as definições das posição teológicas do Movimento Continuante Anglicano das Américas, “para continuar na fé católica, na ordem apostólica, na tradição ortodoxa e no testemunho evangélico da Igreja Anglicana tradicional, fazendo todas as coisas necessárias para se continuar igual”.
A partir desta reunião surgiu uma igreja dissidente com o nome provisório de Igreja Anglicana na América do Norte. Num prazo de apenas três anos esse grupo acabou se dividindo em outros três ramos: a Igreja Católica Anglicana, a Província Anglicana de Cristo Rei e a Igreja Episcopal Unida da América do Norte. Estava lançada a divisão no Anglicanismo de uma forma permanente, assim como ocorreu nos outros sistemas eclesiais oriundos da Reforma Protestante do século 16.
Subsequentemente, surgiram em outras partes do mundo outros grupos pequenos que se identificaram com o Movimento Anglicano Continuante da América do Norte, devido ao aumento e polarização das controvérsias no seio da Comunhão Anglicana a partir da década de 1990, com o caso da eleição e sagração de um bispo americano abertamente homossexual, Gene Robinson, de New Hampshire.

## Igrejas
Houve pesquisas ocasionais de igrejas anglicanas "ortodoxas" conduzidas pela Fellowship of Concerned Churchmen, com números relatados de 2007 e 2011 e 2015.